# Philatelist

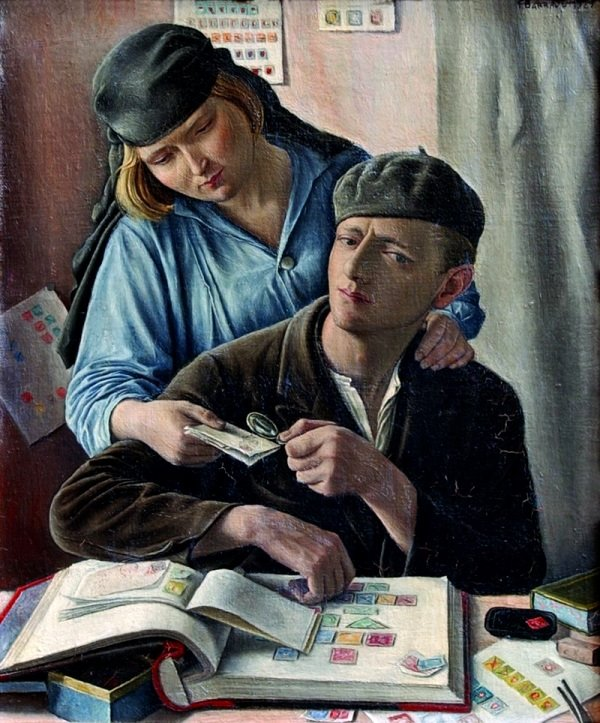
Philatelist (Gemälde von François Barraud, 1929)

Ein Philatelist beschäftigt sich mit Philatelie, also mit Briefmarken oder postalischen Belegen und dem Sachgebiet. Das kann sich auf das reine Sammeln beschränken oder die ehrenamtliche Mitarbeit bei entsprechenden Veranstaltungen oder Vereinen mit einschließen bis hin zur fachlichen oder wissenschaftlichen Auseinandersetzung mit der Postgeschichte. Autoren auf dem Gebiet haben oft größere einschlägige Literatursammlungen oder Zugang zu philatelistischen Sammlungen und Bibliotheken.
Philatelisten betreiben dies in den allermeisten Fällen als Hobby im Privaten. Berufsphilatelisten sind hingegen in der Regel Personen, die mit solchen Sammlerstücken professionell Handel treiben und vertiefte Kenntnisse in diesem Wissensbereich haben.
Der überwiegende Anteil der Philatelisten ist nach wie vor männlich. Es gibt sie in fast jeder Altersgruppe und sozialen Schicht. Früher begannen Philatelisten meist in der Kindheit Briefmarken zu sammeln (so ist es etwa von John Lennon und Freddy Mercury belegt). Meist setzt die Auseinandersetzung mit dem Hobby während der späteren Schulzeit bzw. dem anschließenden Berufsleben aus und wird erst zu einem späteren Zeitpunkt im Leben wieder aufgenommen, etwa aus nostalgischen Gefühlen heraus im Rentenalter. Gelegentlich wird von Prominenten bekannt, dass sie Philatelisten sind, z. B. als Arnold Schwarzenegger ein Album an Nicolas Sarkozy schenkte, oder z. B. bei Erivan Haub, der eine riesige Sammlung besaß. Eine bedeutende Briefmarkensammlung mit seltenen Erstausgaben besaß die britische Königin Elizabeth II., die zugleich Schirmherrin des ältesten Philatelistenvereins der Welt, der 1869 gegründeten Royal Philatelic Society London war.
Schätzungen zufolge gibt es in Deutschland etwa ein bis drei Millionen Briefmarkensammler, von denen nur ein kleiner Teil in philatelistischen Vereinen organisiert ist. In Österreich gibt es rund 300 Philatelistenvereine. Zusammen haben sie rund 13.000 Mitglieder. Mit der schwindenden Bedeutung des Briefpostverkehrs und damit der Briefmarken im 21. Jahrhundert geht die Zahl der Sammler stark zurück, auch die Sammlerpreise für gewöhnliche Marken sind in den letzten Jahren regelrecht kollabiert.